# Pachyta lamed liturata
Pachyta lamed liturata es una subespecie de escarabajo longicornio del género Pachyta, tribu Rhagiini, subfamilia Lepturinae. Fue descrita científicamente por Kirby en 1837.
La especie se mantiene activa durante los meses de mayo, junio, julio, agosto, septiembre y octubre.

## Descripción
Mide 11-21 milímetros de longitud.

## Distribución
Se distribuye por Canadá y Estados Unidos.